# Museo Histórico Municipal de Osorno
El Museo y Archivo Histórico Municipal de Osorno es una institución cultural que promueve el acceso equitativo al conocimiento y la memoria patrimonial de la ciudad de Osorno, en la Región de Los Lagos, Chile. Fundado el 18 de octubre de 1946, tiene como objetivo conservar, investigar y difundir el patrimonio histórico y arqueológico de la región, con un enfoque inclusivo y participativo. Su sede es un edificio de estilo neoclásico construido en 1929, el cual ha sido adaptado y remodelado progresivamente para acoger una colección diversa y heterogénea. Entre sus piezas se encuentran vestigios prehistóricos, objetos de la cultura mapuche-huilliche, elementos coloniales, documentos municipales, fotografías, y registros de la vida cotidiana de personas y comunidades que han dado forma a la ciudad.
Según el Registro de Museos de Chile, el museo se ha consolidado como un espacio clave para la difusión del patrimonio local, desempeñando un rol activo en “la valoración de las culturas presentes en el territorio”. Esta visión se refleja tanto en sus exposiciones como en las actividades comunitarias que organiza periódicamente.
A lo largo de su trayectoria, el museo ha evolucionado no solo en su infraestructura física, sino también en su propuesta curatorial, convirtiéndose en un espacio activo de encuentro entre generaciones, historias y miradas sobre la identidad local. Como señalan en el sitio Explora Osorno, la institución ha logrado proyectarse “más allá del resguardo de objetos antiguos”, desarrollando una línea pedagógica y participativa que invita a reflexionar sobre la memoria y el presente de Osorno.

## Creación y desarrollo inicial
El museo fue creado gracias a la iniciativa de Víctor Sánchez Aguilera, el entonces director del Liceo de Hombres de Osorno, con el respaldo del alcalde Andrés Rosas Vargas. Inaugurado oficialmente el 18 de octubre de 1946, nació como un espacio destinado a resguardar objetos históricos a través de donaciones. En sus primeros años, el museo funcionó de forma modesta, con recursos limitados, pero con un fuerte compromiso por conservar los testimonios materiales e inmateriales de la vida osornina.
Durante sus primeras décadas, el museo se enfocó en construir una colección representativa de la historia local, reuniendo desde documentos oficiales hasta objetos personales de residentes. Aunque no contaba aún con instalaciones diseñadas específicamente para la conservación, los esfuerzos del equipo y de la comunidad permitieron mantener vivas las memorias de generaciones pasadas. Esta etapa fue clave para definir el carácter participativo del museo, que hasta hoy se nutre del vínculo con personas y agrupaciones que colaboran en su fortalecimiento.

## El edificio
El inmueble que actualmente alberga el museo se organiza en tres niveles: planta baja, segundo piso y subterráneo. Fue originalmente una residencia privada construida en 1929 por encargo de la familia Schilling Buschmann. El diseño arquitectónico estuvo a cargo de Eugenio Freitag, arquitecto de origen alemán, quien combinó elementos del estilo neoclásico con materiales propios del sur de Chile, como la madera nativa. La estructura estaba dividida en dos viviendas independientes, separadas por patios interiores y distribuidas en múltiples niveles, lo que ha influido en su actual configuración museográfica.
Tras el terremoto de 1960, el edificio fue adquirido por la Municipalidad de Osorno gracias a una donación del gobierno de México, en el marco del Plan Chileno-Mexicano de Cooperación Fraternal. En ese contexto, pasó a denominarse “Casa de la Cultura José Guadalupe Posada” y funcionó como un centro de promoción artística y cultural. Con el paso de los años, se consolidó su función patrimonial, transformándose en sede del Museo y Archivo Histórico Municipal de Osorno. De acuerdo con el sitio Explora Osorno, esta evolución estructural respondió a una necesidad de “preservar el legado histórico en un espacio adaptado a los nuevos públicos”.

## Remodelaciones y ampliaciones
En 2015, el museo fue sometido a una profunda remodelación que reorganizó sus espacios y mejoró su infraestructura general. El proyecto incluyó la integración de las dos viviendas originales, la creación de circuitos de circulación continua, la incorporación de accesibilidad universal mediante rampas y pasamanos, y la instalación de sistemas de conservación ambiental. La superficie útil del museo se incrementó significativamente, permitiendo una mejor distribución de las colecciones y la habilitación de nuevas salas.
Posteriormente, en 2023, se reinauguró la Sala Mapuche-Huilliche con un enfoque renovado basado en principios de inclusión y participación. Esta sala incorporó dispositivos sensoriales, material audiovisual, y señalética accesible, con el fin de facilitar el acceso de toda la comunidad a este lugar, sin exclusiones de ningún tipo, tal como indica el alcalde Jaime Bertín.
En términos de accesibilidad, el edificio ha sido adaptado con rampas, baños inclusivos y módulos expositivos a distintas alturas. Se avanza además en la implementación de audioguías y recursos táctiles.

## Evolución del edificio
El proceso de transformación del edificio ha implicado decisiones arquitectónicas y museográficas complejas, orientadas a preservar el valor patrimonial de la estructura original, al mismo tiempo que se adecuan sus espacios a las necesidades contemporáneas de una institución cultural pública. El diseño actual favorece la continuidad temática entre salas, la accesibilidad física y cognitiva, y la creación de espacios polivalentes para actividades educativas, exposiciones temporales y encuentros comunitarios.
Uno de los desafíos más significativos ha sido compatibilizar la preservación del diseño original con la implementación de nuevas tecnologías museográficas. Se han incorporado circuitos de circulación accesibles, sistemas de ventilación adecuados para la conservación de piezas, y elementos de seguridad sin alterar la estética histórica del inmueble. El edificio “se ha ido adaptando a las exigencias museográficas actuales sin perder su impronta arquitectónica original”.

## Colecciones y propuestas museográficas
En los distintos niveles del museo se distribuyen distintas salas temáticas que abordan diversos períodos históricos y aspectos sociales, culturales y políticos de Osorno. La propuesta museográfica combina objetos originales, material gráfico, recreaciones audiovisuales y módulos interactivos. Las principales salas son:

### Sala Prehistórica
Presenta hallazgos fósiles provenientes de sitios como Pilauco Bajo, junto con herramientas líticas. Este espacio introduce a los visitantes en las primeras ocupaciones humanas en el territorio.

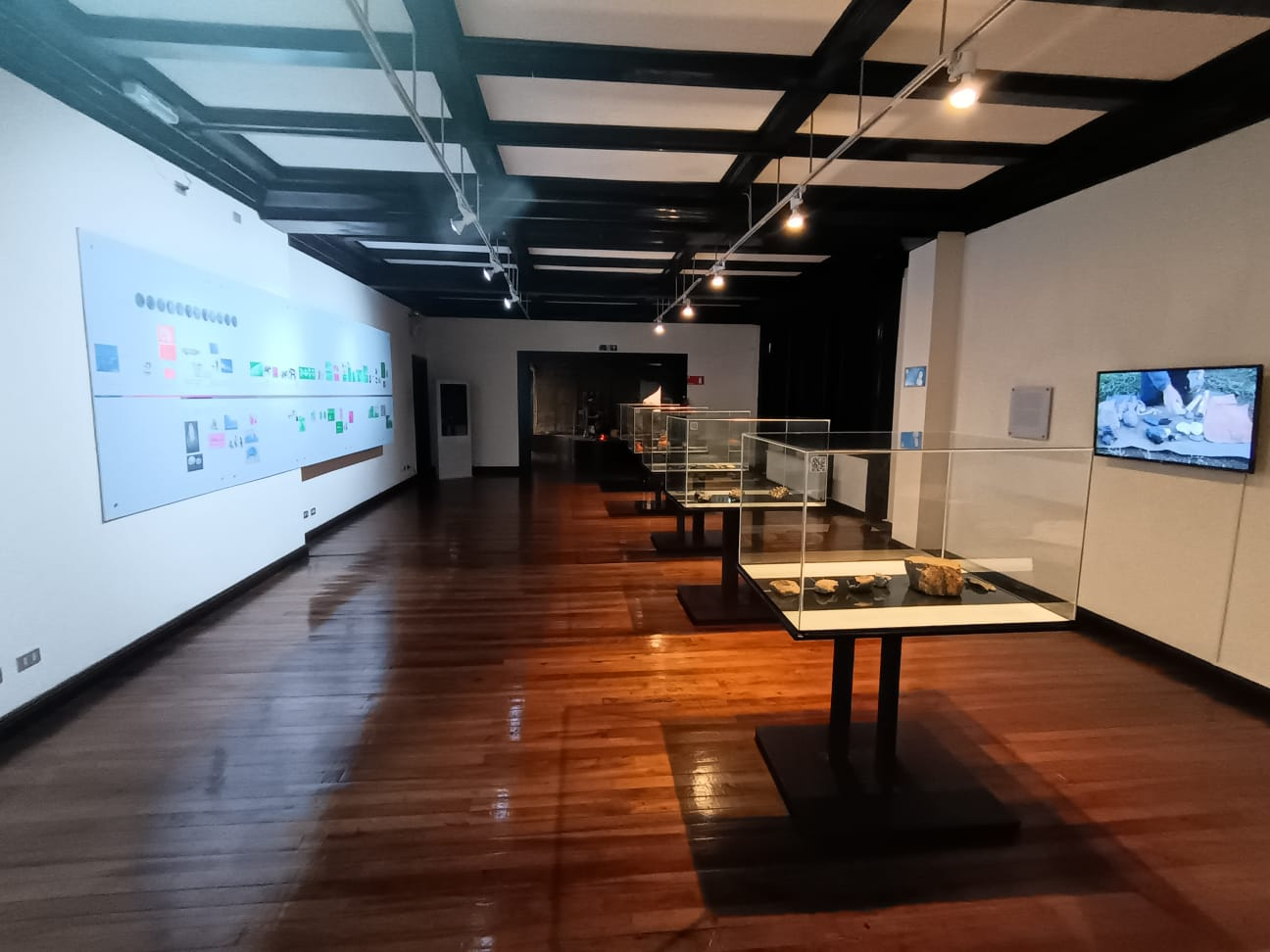
Vista panorámica sala Prehistoria, con reliquias pertenecientes a la época.

### Sala Mapuche-Huilliche
Expone objetos pertenecientes a esta cultura originaria, tales como cerámica, tejidos, símbolos de liderazgo, y utensilios domésticos. La sala destaca su cosmovisión, sus prácticas espirituales y su vínculo con el territorio.

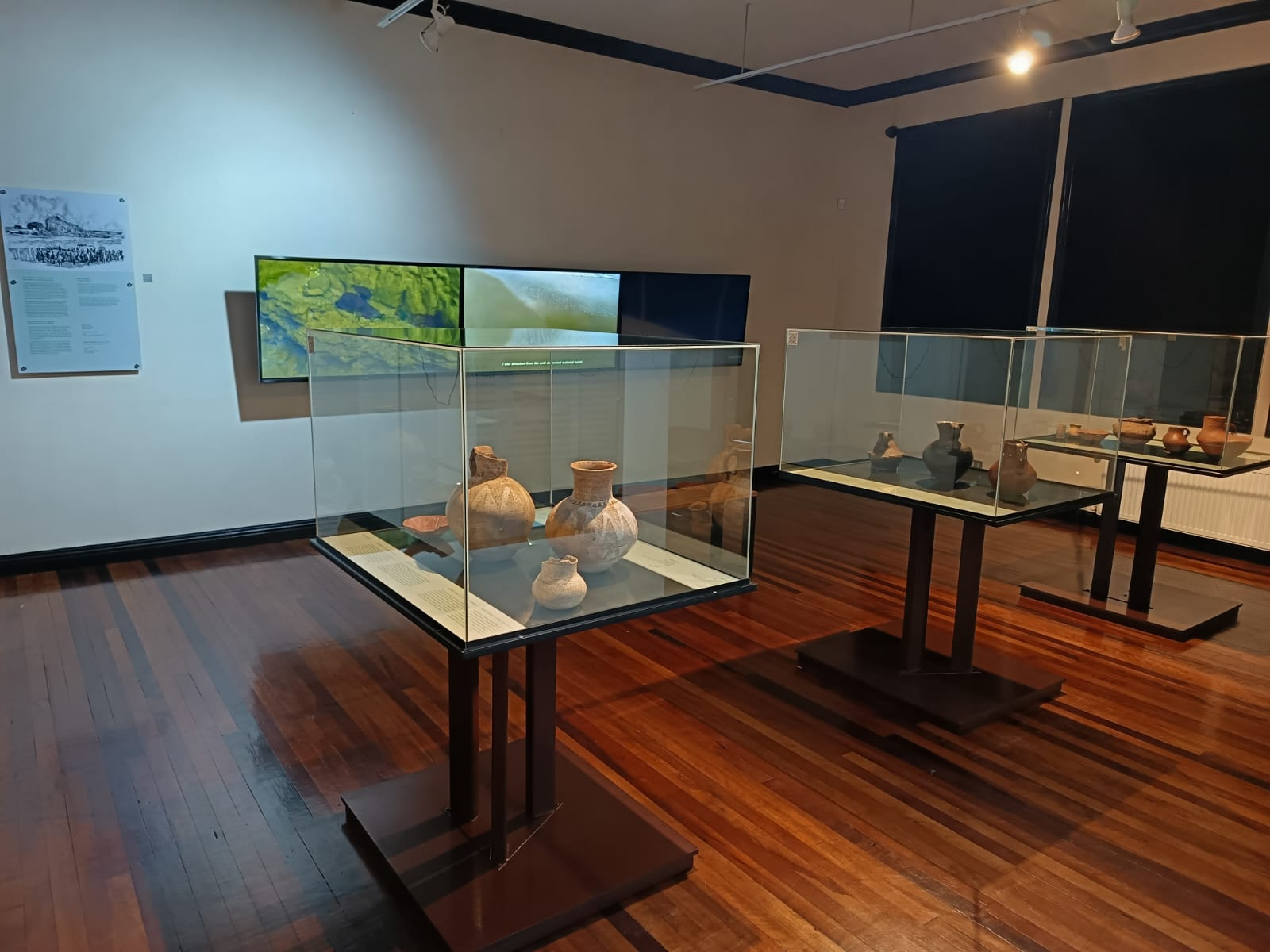
Exposición de cerámica mapuche

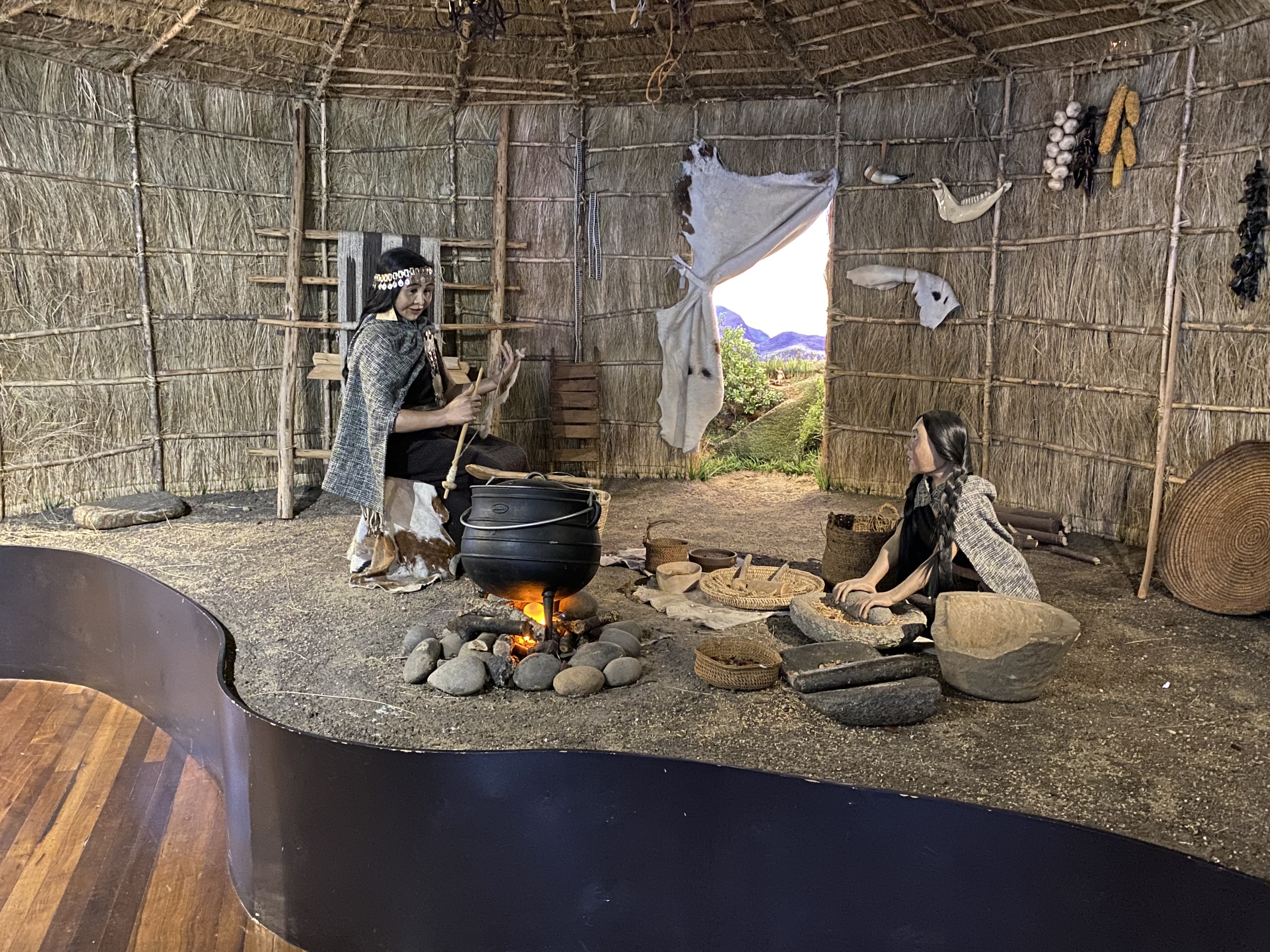
Representación de la vida cotidiana mapuche en una ruka tradicional.

### Sala Conquista y Repoblación
Reúne piezas del periodo colonial, incluyendo imaginería religiosa, armas, herramientas y documentos de las fundaciones de la ciudad en los siglos XVI y XVIII.

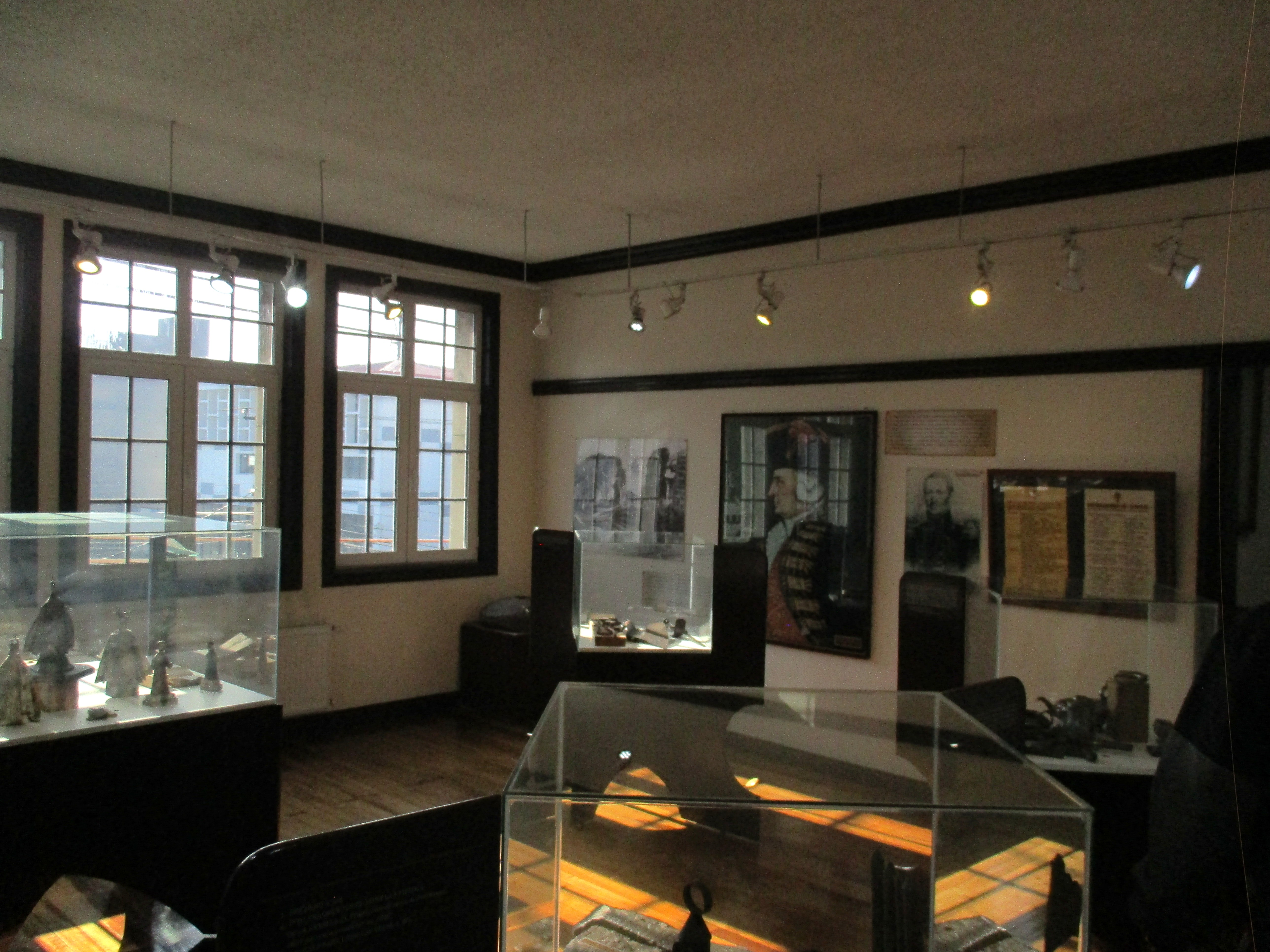
Sala de la conquista y repoblación.